# 12468 Zachotín
12468 Zachotín è un asteroide della fascia principale. Scoperto nel 1997, presenta un'orbita caratterizzata da un semiasse maggiore pari a 2,2178173 UA e da un'eccentricità di 0,1340813, inclinata di 6,21262° rispetto all'eclittica.